# Linh ngưu Mishmi

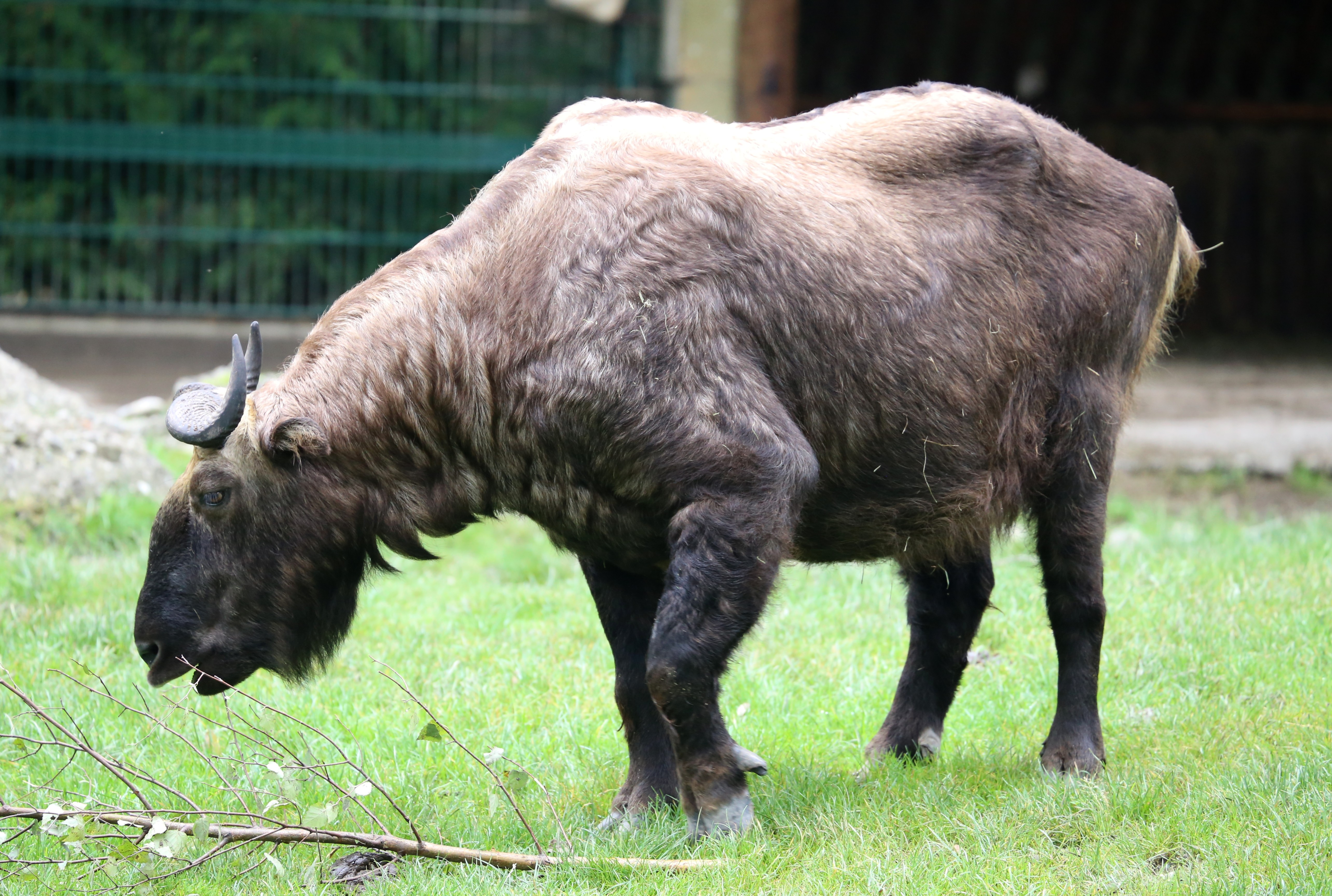
Tông thể một con Linh ngưu Mishmi

Linh ngưu Mishmi (Danh pháp khoa học: Budorcas taxicolor taxicolor) là một phân loài của loài Linh ngưu. Đây là một phân loài có nguy cơ tuyệt chủng mang nguồn gốc từ Ấn Độ, Myanmar và Cộng hòa Nhân dân Trung Hoa. Linh ngưu Mishmi sinh sống ở miền nam Trung Quốc và ăn măng tre hoặc cây liễu. Nó có lớp lông đặc trưng khoác lên da dầu để tránh bị ảnh hưởng bởi sương mù.
Một số vườn thú và công viên động vật hoang dã đang giam cầm loài này trong điều kiện nuôi nhốt, đáng chú ý là công viên Kolmården (Thụy Điển), Sở thú Bắc Kinh (Trung Quốc), Sở thú Skærup (Đan Mạch), Tierpark Berlin (Đức), Sở thú Tallinn (Estonia), Sở thú Helsinki (Phần Lan), Tổ chức động vật hoang dã Marwell, Sở thú Paignton và Công viên sinh thái Cao nguyên Anh, Sở thú Metro Richmond và vườn sinh thái Denver Zoological ở Mỹ và Sở thú Nyíregyháza (Hungary).

## Mô tả chung
Chúng cùng với đối thủ là bò xạ hương là những loài lớn nhất của phân họ caprinae, trong đó bao gồm tất cả dê, cừu và các loài tương tự. Chân ngắn được hỗ trợ trên lớn, móng hai ngón. Cơ thể chắc nịch và ngực là sâu. Con đực đầu đàn được phân biệt bởi cái mũi sự dài, cong, và sừng chắc và tính đến các chỏm tại các cơ sở và có thể đạt tới 64 cm (25 in) chiều dài. Cả hai giới đều có sừng nhỏ mà chạy song song với hộp sọ. Chiều dài của chúng là từ 5-7,3 feet (1,5-2,2 m). Chiều cao đến vai từ 3,3-4,5 feet (1-1,4 m) Trọng lượng của con cái lên đến £ 616 (280 kg), con đực nặng tới 770 pounds (350 kg). Trọng lượng nghé lúc sơ sinh từ 11-15 pounds (5–7 kg).
Linh ngưu có chiều cao khi đứng từ 97–140 cm (38–55 in) tính đến vai và tương đối ngắn với chiều dài 160–220 cm (63–87 in) đối với chiều dài đầu và thân. Đuôi chỉ dài thêm một khoảng từ 12-21,6 cm (4,7-8,5 in). Trọng lượng khá nặng. Theo hầu hết các báo cáo, các con đực lớn hơn một chút, báo cáo cân nặng 300–350 kg (660-770 lb) so với 250–300 kg (550-660 lb) ở con cái. Tuổi thọ của chúng trong tự nhiên từ 16-18 năm và có thể lên đến 20 năm trong các vườn thú.

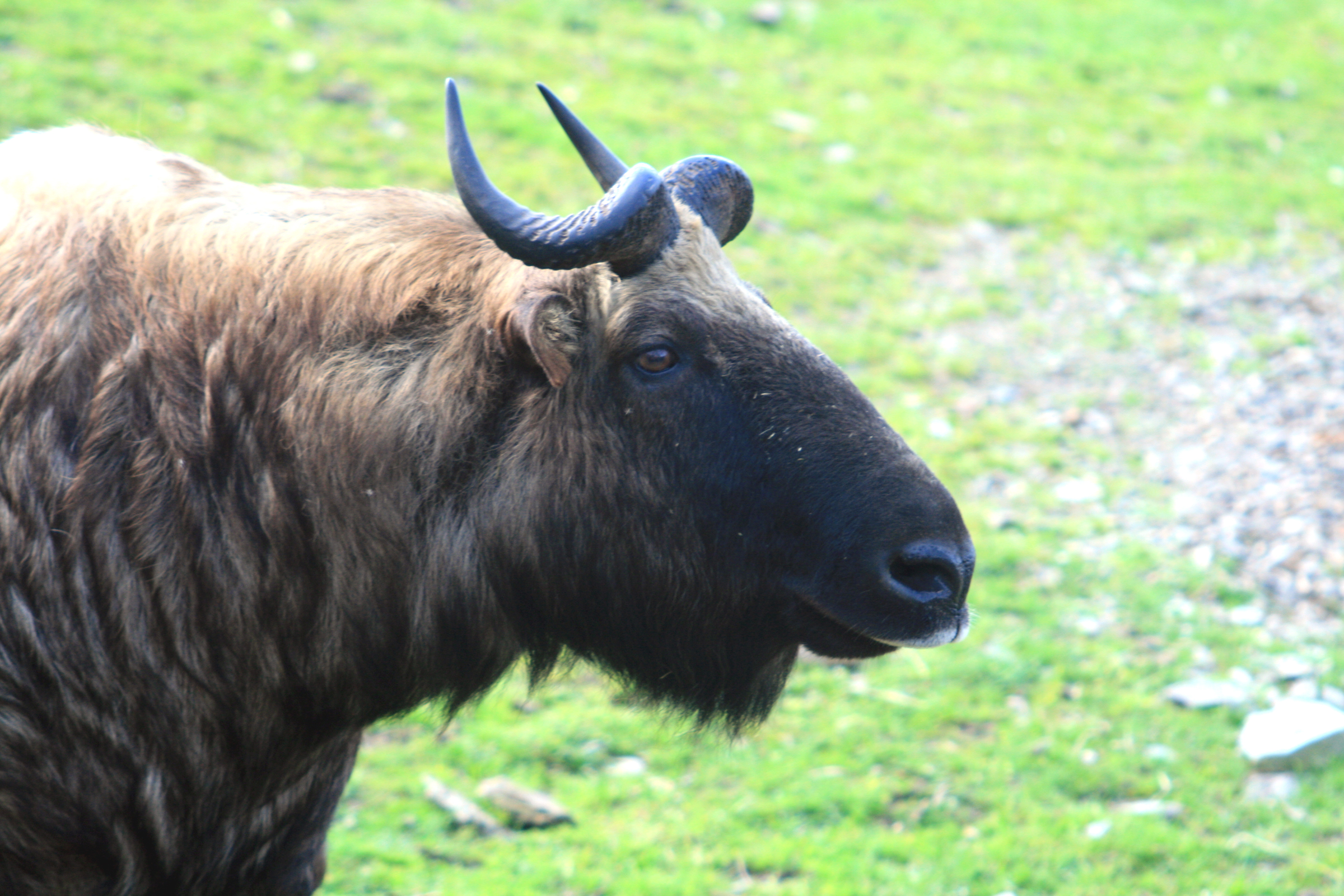
Phần đầu của một con Linh ngưu Mishmi

Chúng có ngoại hình to lớn và có một cái mõm giống như mõm nai sừng tấm, và với cái mũi dài này tạo cho chúng có một cái hốc xoang lớn dùng để sưởi ấm không khí khi hít thở trong điều kiện giá lạnh, giúp cho không khí vào cơ thể ấm lên mỗi một khi chúng hít vào đồng thời giúp ngăn chặn sự thất thoát nhiệt của cơ thể bằng cách thở. Về mặt kích thước và tầm vóc, chúng có khoảng cùng kích thước như một con bò và rất hung dữ. Với cặp sừng giống như sừng của một con linh dương đầu bò, một cái mũi giống như một con nai sừng tấm, một cái đuôi giống như một con gấu, và một thân hình như một con bò rừng, chúng trông rất lớn, vạm vỡ.
Các ngón nhân của chúng chia vó giúp chúng di chuyển dễ dàng trong môi trường sống của vùng núi với đầy vách đá chơ vơ. Chúng cũng có một mùi có mùi giống như một sự kết hợp kỳ lạ của mùi con ngựa và mùi xạ hương. Cả con đực và con cái đều có sừng màu đen, sừng có hình lưỡi liềm sáng bóng mà phát triển từ trung tâm của cái đầu lớn của chúng và có thể dài lên tới 35 inch (90 cm). Bộ lông của chúng có thể dao động từ 3 cm (1,2 in), trên hai bên của cơ thể trong mùa hè, lên đến 24 cm (9,4 in), trên mặt dưới của đầu vào mùa đông.

## Tập tính
Đối với hầu hết các phần cơ thể, chúng là khá yên lặng, nhưng chúng làm ra một số tiếng động thú vị, từ khịt mũi đến các vùng sâu, giống kèn và còi to ra khỏi cái mũi ấn tượng. Một âm thanh ợ giọng cổ có nghĩa là chúng sẽ muốn một cái gì đó. Một tiếng động sâu mà âm thanh như "whup" là một cảnh báo hoặc để khẳng định sự thống trị. Một con mẹ có thể gọi để con nghé của mình với một âm thanh the thé, và con đực có thể gây ra một tiếng rống một vang dội, dưới giọng cổ trong khi chiến đấu với những con đực khác. Một tiếng ho sẽ báo hiệu cho cả đàn chạy trốn khỏi nguy hiểm.
Chúng cũng có thể truyền đạt thông tin bằng cách sử dụng một loạt các tư thế, điệu bộ của cơ thể. Những mô thức cơ thể cũng là một cách quan trọng giúp chúng giao tiếp với nhau. Ví dụ, một con đực cho thấy sự thống trị với một tư thế thẳng đứng và một cổ ngẩng lên cùng cái cằm chìa ra. Chúng cũng có thể phơi bày vị trí cơ thể của mình sang một bên để những con khác để nhấn mạnh kích thước. Một con chúng ra tín hiệu gây hấn với tư thế đầu thấp xuống, giữ cổ nó ngang và cứng nhắc, với cái đầu và sừng nối sang một bên. Một đầu hạ xuống, một lại cong, thở mạnh, và đầu đâm thường kèm theo ánh mắt nhìn kéo dài giữa các cá thể.
Do có một cơ thể đồ sộ và đầy sức mạnh, kết hợp với cặp sừng ấn tượng, chúng chỉ có vài kẻ thù trong tự nhiên như gấu, chó sói, báo và sói đỏ. Chúng di chuyển nói chung là chậm nhưng có thể phản ứng một cách nhanh chóng nếu tức giận hay sợ hãi. Khi cần thiết, chúng thể nhảy từ mỏm đá này sang mỏm đá khác (điều mà các loài trâu, bò không làm được). Nếu chúng cảm thấy nguy hiểm, chúng sẽ ra cảnh báo những con khác với một cái "ho" lớn mà đánh động cho đàn chạy trong những bụi cây thấp rậm rạp, nơi chúng có thể nằm xuống để tránh bị nhìn thấy. Chúng đôi khi cũng có thể cất lên một tiếng rống khá đáng sợ với cái miệng mở, lưỡi thè ra.

## Chế độ ăn

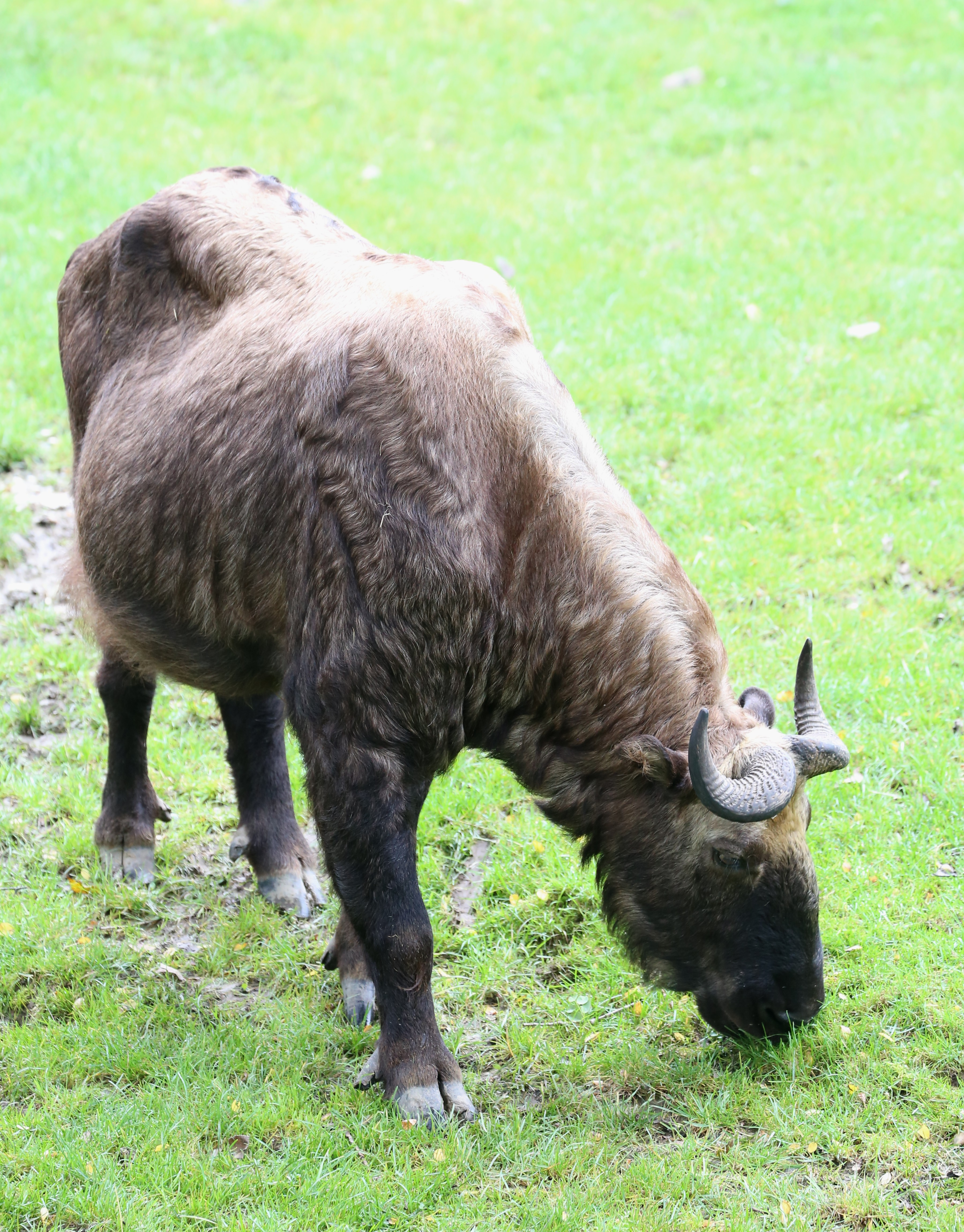
Một con Linh ngưu đang gặm cỏ

Giống như bò và cừu, chúng là động vật nhai lại và nuốt đưa thức ăn vào dạ dày đầu tiên, dạ cỏ, khi chúng lần đầu tiên nuốt nó. Vi khuẩn trong dạ cỏ giúp tiêu hóa các hạt rất nhỏ của thực phẩm. Hạt lớn đi vào một buồng thứ hai mà các hạt, gọi là cud, trở lại vào miệng để được nhai thành từng miếng nhỏ, đủ để được tiêu hóa đúng cách. Chúng ăn nhiều loại cây trồng và cây xanh trên núi cao và lá rụng. Khi nói đến việc ăn uống, chúng nhai trên hầu hết các thảm thực vật trong tầm với. Bao gồm các lá cứng của đỗ quyên thường xanh và cây sồi, cây liễu và vỏ cây thông, lá tre, và một loạt các lá mới mọc và thảo dược.
Chúng ăn vào buổi sáng sớm và chiều tối, ăn cỏ trên một loạt các lá và cỏ, cũng như măng tre và hoa. Muối cũng là một phần quan trọng của chế độ ăn của chúng, và các nhóm có thể ở tại một trữ lượng khoáng sản trong nhiều ngày mà không rời đi. Chúng có thể dễ dàng đứng trên hai chân sau, chân trước tựa vào một thân cây, để với tới thảm thực vật cao hơn nếu chúng cần (đây cũng là một điểm khác biệt nữa so với trâu, bò). Nếu lá ngon nhất là ngoài tầm với, chúng đôi khi đã được biết đến sử dụng các bộ phận sừng của chúng để thúc đẩy hơn cây nhỏ để mang lại những lá gần hơn. 

## Sinh sản
Mặc dù những con đực lớn tuổi vẫn có thể ở kiếp cô độc hơn. Vào mùa hè, những đàn lên đến 300 cá thể tập hợp trên sườn núi. Quá trình giao phối diễn ra trong tháng Bảy và tháng Tám. Con đực trưởng thành cạnh tranh cho sự thống trị của chúng với đối thủ, và cả hai giới xuất hiện để sử dụng mùi nước tiểu của chính mình để chỉ ra sự thống trị. Thông thường chúng là động vật sống đơn độc, những con chúng thiết lập quan hệ với những đàn trong một thời gian ngắn. Chúng rống to để thu hút con bò đực và thông báo khác về sự hiện diện của chúng. Chúng có thể tìm ra nhau bằng cách theo dõi mùi hương của nhau. Khi chúng gặp nhau, một con trâu ngửi và liếm vào con cái để xác định xem con cái là dễ hay có đối với việc chấp nhận quan hệ. Hương thơm của làn da chúng khác hoặc nước tiểu.
Đặc biệt, nồng độ pheromone trong nước tiểu của một chúng có thể phô bày trạng thái tình dục và bản sắc của từng cá thể. Để tăng cường loại truyền thông này, một con đực phun nước đái lên chân trước, ngực, và khuôn mặt với nước tiểu. Một con cái thấm cái đuôi của nó khi nó đi tiểu. Thời gian mang thai của con cái từ 6-7 tháng, mỗi lần chúng sinh một con (những cặp song sinh là không phổ biến). Tuổi trưởng thành và thuần thục tình dục của chúng là 2 năm. Những con Linh ngưu cái làm mẹ thường tìm ra vùng cây rậm rạp để cho ra đời một đứa con duy nhất vào đầu mùa xuân (cặp song sinh là rất hiếm). Trong thời hạn ba ngày kể từ ngày ra đời của nó, một con Linh ngưu non có thể theo mẹ của mình thông qua hầu hết các loại địa hình.
Điều này là rất quan trọng nếu con gấu hay con sói đang ở gần đó hoặc nếu đàn cần phải đi một quãng đường dài để tìm thức ăn. Nếu một con non bị tách khỏi mẹ của mình trong hai tuần đầu tiên, nó sẽ kêu một tiếng ồn hoảng loạn mà âm thanh như một con sư tử non. Con mẹ sẽ gọi trả lời ở mức thấp để mang những đứa trẻ lạc loài này chạy lại với nó. Khi sinh ra, những con Linh ngưu vàng là có màu tối hơn nhiều so với con đực để tạo cho chúng sự ngụy trang khỏi các kẻ thù, thậm chí chúng có một vạch đen dọc theo lưng mà biến mất khi những con trưởng thành. Một con Linh ngưu vàng ăn thức ăn rắn và dừng cho con bú khoảng hai tháng tuổi, mặc dù nó có thể tiếp tục ở lại gần mẹ cho đến khi sau khi con tiếp theo của nó được sinh ra. Sừng bắt đầu phát triển khi các con non khoảng sáu tháng tuổi. Những con non được nhiều hơn hay vui đùa hơn cha mẹ của chúng. Chúng tung tăng gót, đầu mông, và vui đùa với nhau.